# Prague Boats

Prague Boats s.r.o. je lodní společnost v Praze, která na Vltavě provozuje motorové lodě i plavidla na solární či hybridní pohon. Lodě plují na pravidelných vyhlídkových a gastronomických plavbách a mohou být pronajímány. Prague Boats s.r.o. je nástupnickou společností Evropské vodní dopravy, od níž v roce svého založení 2012 převzala osobní lodní dopravu.

## Historie
Společnost Prague Boats s.r.o. byla založena 30. března 2012 a od společnosti Evropská vodní doprava – Praha s.r.o. převzala jako předmět podnikání vnitrozemskou vodní dopravu, provozování kotvišť a přístavišť, pronájem lodí a opravy ostatních dopravních prostředků. Jejím jednatelem a majitelem je od roku 2014 z 50 % Richard Vojta a z 50 % Evropská vodní doprava s.r.o.

## O společnosti
Lodě společnosti Prague Boats s.r.o. plují převážně na vyhlídkových okružních plavbách v centru Prahy. Většina plaveb vyplouvá z přístaviště lodí na Dvořákově nábřeží u Čechova mostu, ale některé také z ekologického přístaviště Kampa a z přístaviště na Rašínově nábřeží.

## Lodě

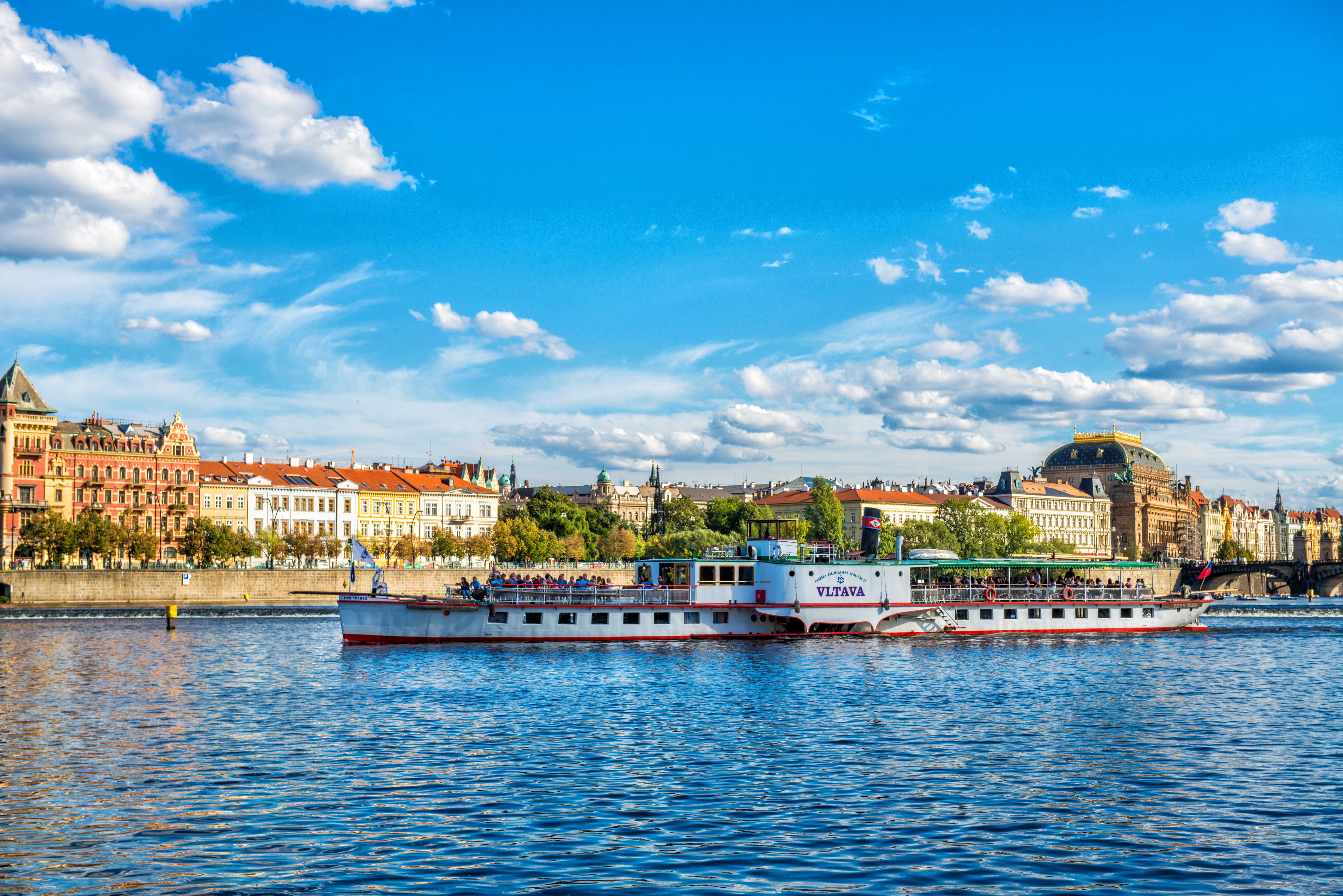
Parník Vltava v Praze na Vltavě

Flotila společnosti Prague Boats čítá (rok 2023) celkem 23 plavidel různé velikosti, kapacity a stáří. Do lodního parku patří i dva historické parníky Vltava a Vyšehrad, které spravuje spolu s Pražskou paroplavební společností a.s.

### Velké motorové lodě
- Cecílie – velká motorová loď, která má kapacitu 400 osob. Na délku měří 53 m, na šířku 8 m. Loď prošla renovací a modernizací, díky čemuž je například plně ozvučena a klimatizována.[3]

### Lodě typu BIFA, střední
- Porto (v dlouhodobém pronájmu společnosti Intergroup Praha s.r.o.)[4]
- Lužnice – motorová restaurační loď vyrobená roku 1984 v berlínské loděnici VEB Yachtwerft Berlin-Köpenick s původní kapacitou až 164 osob, délkou 32 m a šířkou 5,4 m. V roce 2011 prošla rekonstrukcí a modernizací, získala mahagonový interiér a její kapacita byla upravena na 52 osob. Loď má klimatizovaný a vyhřívaný hlavní salon i salonek, na její palubě je restaurace, bar a částečně zastřešená vyhlídková paluba. Pluje především na restauračních vyhlídkových plavbách.[5]

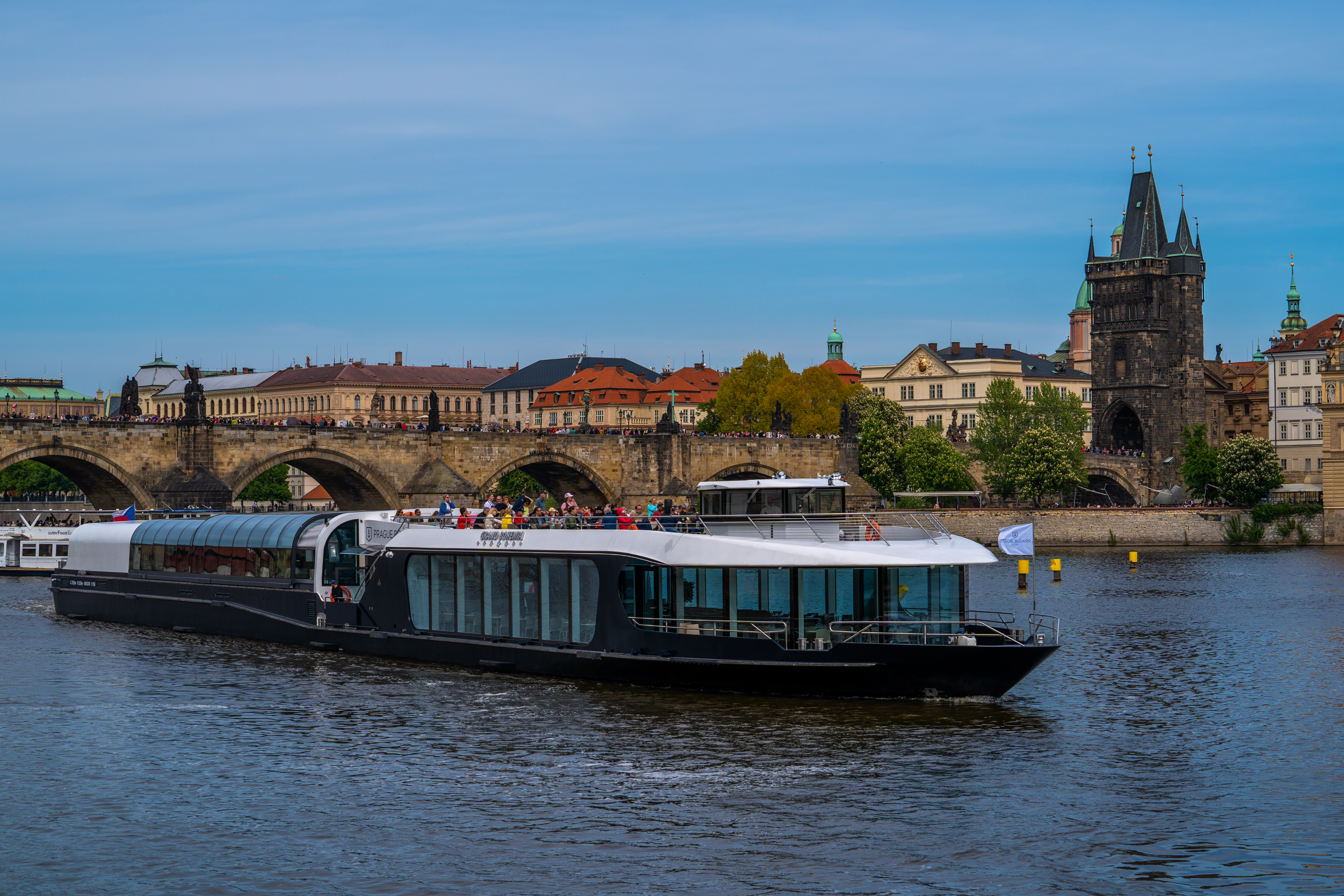
Loď Grand Bohemia v Praze na Vltavě u Karlova mostu.

### Lodě typu BIFA, dlouhé
- Natal (v dlouhodobém pronájmu společnosti Intergroup Praha s.r.o.)
- Valencia – motorová restaurační loď, která vyplula na hladinu roku 1978. V roce 2010 prošla přestavbou a modernizací a dnes je využívána především k vyhlídkovým plavbám po historickém centru Prahy. Součástí lodi je hlavní salon, menší salonek a částečně zastřešená venkovní paluba. Na délku loď měří 37 m, na šířku 5,4 m a maximální kapacita je 90 osob.[6]
- Danubio – motorová restaurační loď, byla na vodu spuštěna v roce 1987 pod jménem Čadca. Rekonstrukcí prošla roku 2007, kdy byla také přejmenována na nynější Danubio. Součástí lodi je hlavní salon, menší salonek a částečně zastřešená venkovní paluba. Na délku loď měří 38 m, na šířku 6,5 m a maximální kapacita je 90 osob.[7]
- Andante – motorová restaurační loď, která vyplula z německých doků roku 1985. Od roku 2007 je využívána v osobní lodní dopravě. Součástí lodi je restaurace, malý salonek a velký klimatizovaný salon. Kapacita lodi je 60 osob.[8]

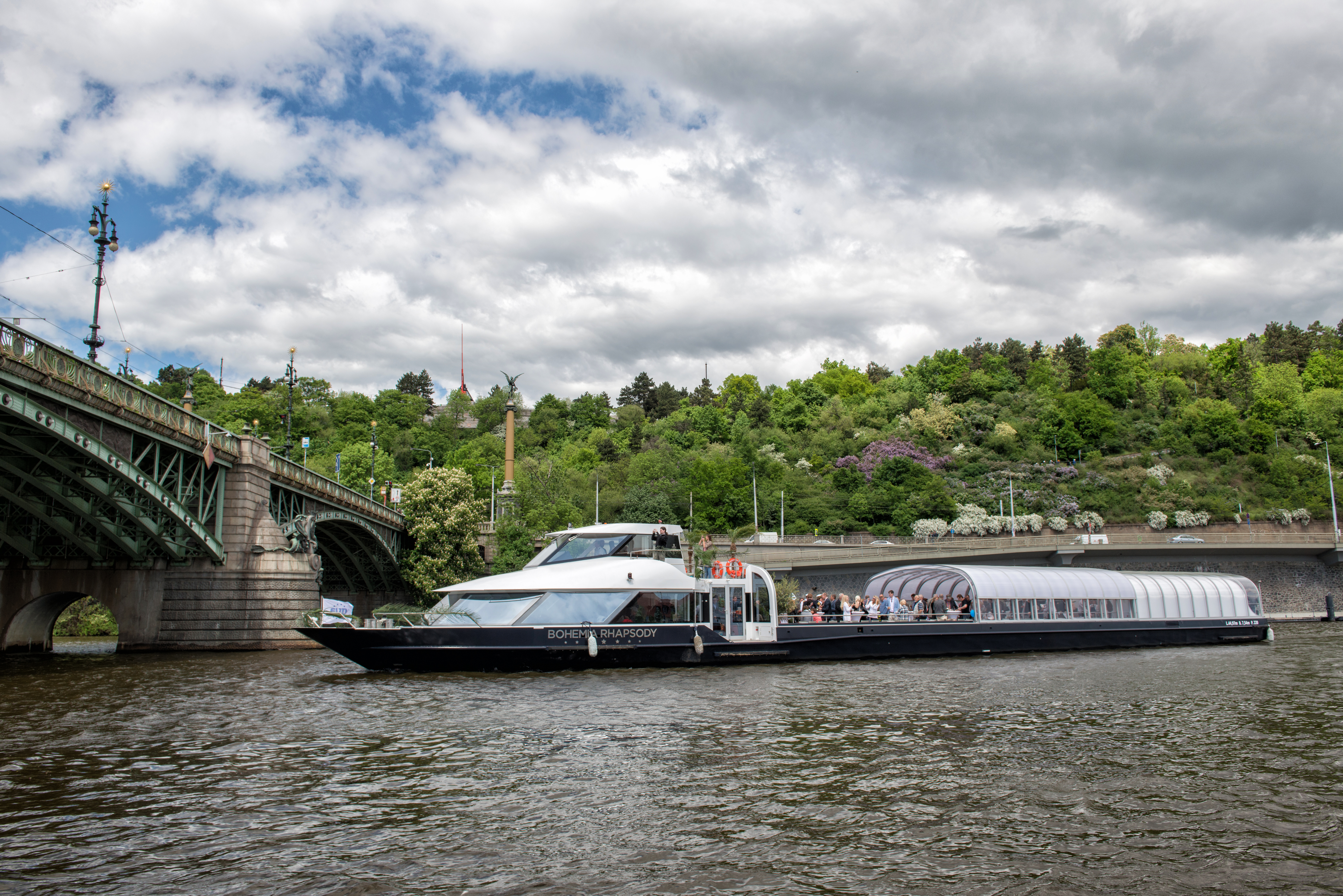
Loď Bohemia Rhapsody v Praze na Vltavě

### Velké prosklené lodě
- Agnes de Bohemia – motorová vyhlídková loď typu aquacabrio. Vyrobila ji německá loděnice Schiffswerft Bolle v Derbenu pro společnost Prague Boats s.r.o. a Pražskou paroplavební společnost a. s. Na vodu byla spuštěna 30. dubna 2014. Agnes de Bohemia pluje na okružních vyhlídkových plavbách a plavbách spojených s pronájmem lodi. Výtlak lodi je 76,5 tun a rychlost 20 km/h. Na délku loď měří 37,59 m, na šířku 5,68 m a maximální kapacita je 100 osob.[9]
- Bohemia Rhapsody – motorová vyhlídková loď typu aquacabrio. Byla vyrobena roku 2015 pro společnost Prague Boats s.r.o. a Pražskou paroplavební společnost a. s. v německé loděnici Schiffswerft Bolle v Derbenu. Pluje okružní vyhlídkové plavby a lze si ji též pronajmout. Výtlak lodi představuje 176 tun, motor o síle 226 koní může pohánět loď rychlostí až 20 km/h. Na délku loď měří 44,97 m, na šířku 7,54 m a maximální kapacita je 166 osob.[10]
- Grand Bohemia – největší z vyhlídkových lodí v Praze na Vltavě. Byla vyrobena roku 2018 pro společnost Prague Boats s.r.o. a Pražskou paroplavební společnost a.s. v německé loděnici Schiffswerft Bolle v Derbenu. Ve flotile se jedná o loď nejvyšší třídy, která splňuje evropské ekologické normy. Pluje v Praze na Vltavě na vyhlídkových a restauračních plavbách a slouží i k pronájmům. Na délku loď měří 73,92 m, na šířku 9,59 m a maximální kapacita je 550 osob.[11]

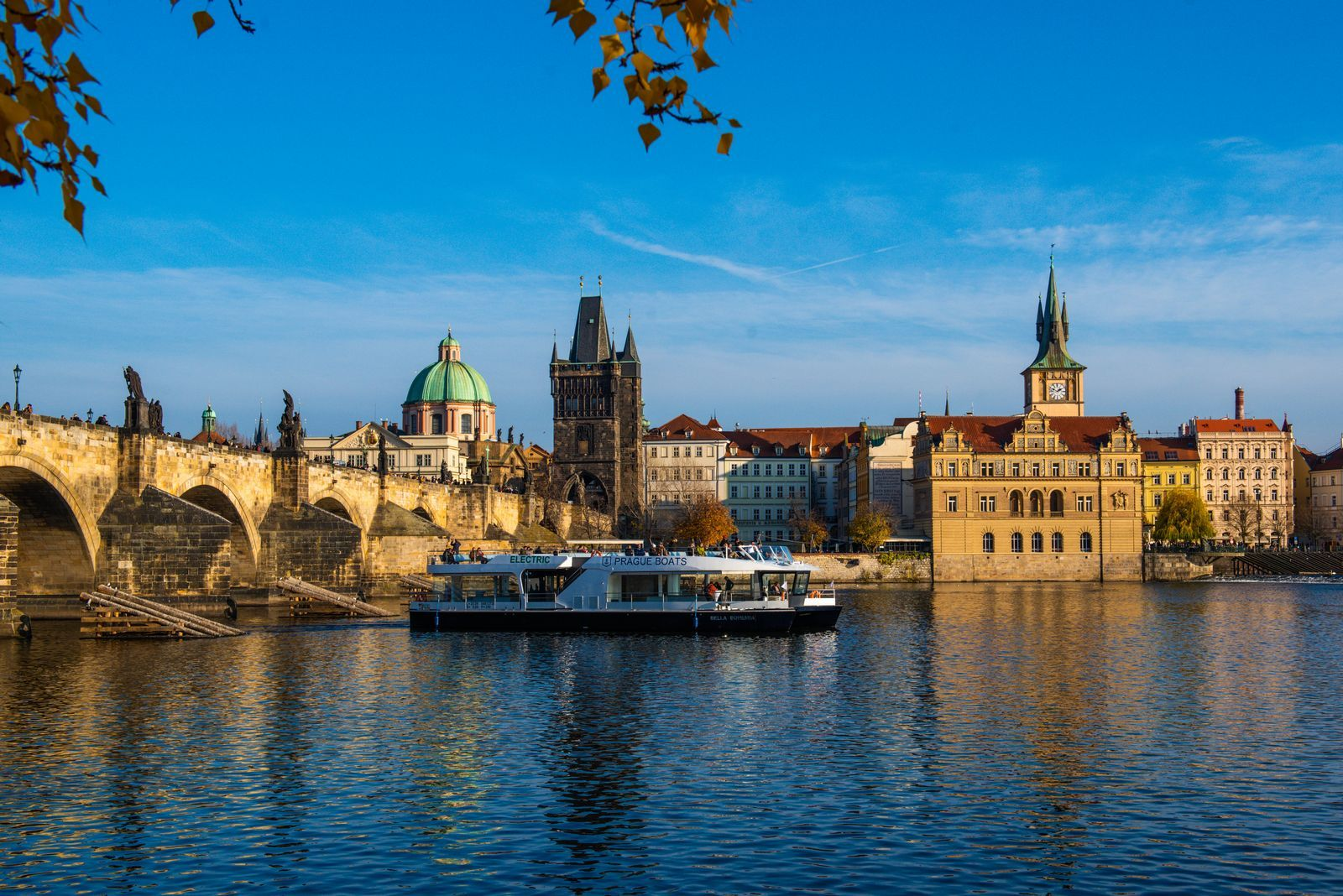
Loď Bella Bohemia u Karlova mostu v Praze

### Elektrické lodě, středně velké
- Bella Bohemia – plně elektrická ekologická loď, která byla vyrobena roku 2019 jako výletní loď pro společnost Prague Boats s.r.o. a Pražskou paroplavební společnost a.s. v loděnici Schiffswerft Bolle. Pluje na vyhlídkových okružních plavbách v Praze na Vltavě a je možné si ji pronajmout. Na délku loď měří 25,09 m, na šířku 9,6 m a maximální kapacita je 250 osob.[12]

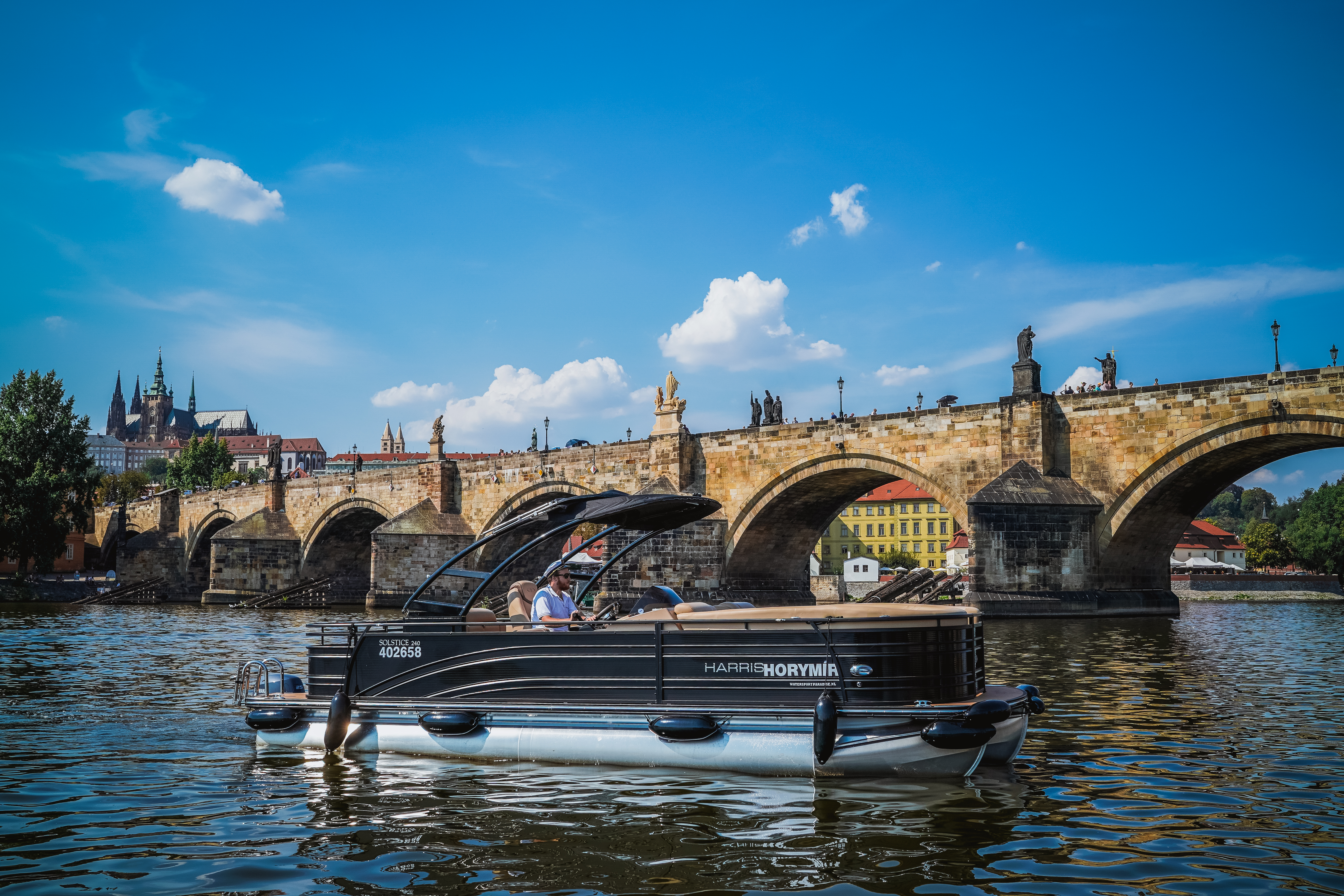
Trimarán Horymír u Karlova mostu

- Marie d' Bohemia – plně elektrická ekologická loď, která byla postavena roku 2021 jako druhá v řadě elektrických výletních lodí pro společnost Prague Boats s.r.o. a Pražskou paroplavební společnost a.s. v německé loděnici Schiffswerft Bolle. Následovala tak loď stejného typu Bellu Bohemii z roku 2019. Na délku loď měří 37 m, na šířku 5,4 m a maximální kapacita je 90 osob.[13]

### Trimarány
- Šemík – malá loď, konstruovaná jako hornopalubový trimarán, zahájila svou plavbu 26. srpna 2016. Loď je ekologická, bezbariérová a pluje tiše. Její kapacita je 11 osob.[14] Nejčastěji je využívána na vyhlídkové plavby a pronájmy pro soukromé plavby. Díky malým rozměrům pluje i do Čertovky.
- Horymír – malé moderní plavidlo, které svůj provoz zahájilo roku 2018. Jedná se o rychlý trimarán, který pluje na vyhlídkových plavbách, např. i do Čertovky, a lze si jej pronajmout pro soukromé plavby. Kapacita lodi je 11 osob.[15]

### Katamarány
- Hol Ka – tato loď byla spuštěna na vodu 7. srpna 2015 a zahájila tím provoz jako přívoz P7 mezi Holešovicemi, ostrovem Štvanice a Karlínem, dokud nebude postavena Štvanická lávka. Jedná se o hornopalubový katamarán s výškou paluby 0,5 m nad hladinou a podjezdnou výškou 175 cm. Loď je bezbariérová. Výtlak lodi činí 2 tuny a výkon lodního motoru 18 kW. Délka lodi je 6 m, šířka 2,6 m a kapacita 12 osob.[16] Přívoz P7 je v provozu sezónně od konce března do konce října.

### Malé lodě
- Mistr Jan Hus – ekologická loď, která pluje čistě na elektrický pohon. Byla vyrobena v docích Prague Boats v Praze-Podbabě a pokřtěna v ekologickém přístavišti Kampa 6. července 2015. Plavidlo typu aquacabrio je poháněno dvěma 24 V elektromotory Omikron Marine o výkonu 4 kW české výroby z Třebíče. Elektromotory jsou napájeny celkem 16 akumulátory, jejichž kapacita pokryje celodenní provoz. Loď pluje tiše a bez emisí. Součástí lodi je vysunovací střecha. Loď kotví v přístavišti Kampa a je určena k vyhlídkovým plavbám a pronájmům. Kapacita je 25 osob.[17]

- Elvíra – ekologická loď, plující čistě na elektrický pohon. Byla postavena v loděnici Prague Boats v Praze-Podbabě. Konstrukčně se jedná o aquacabrio s vysunovací střechou, které je určeno k vyhlídkovým plavbám, plavbám do Čertovky a soukromým pronájmům. Kapacita lodi je 25 osob a kotví v ekologickém přístavišti na Kampě.[18]

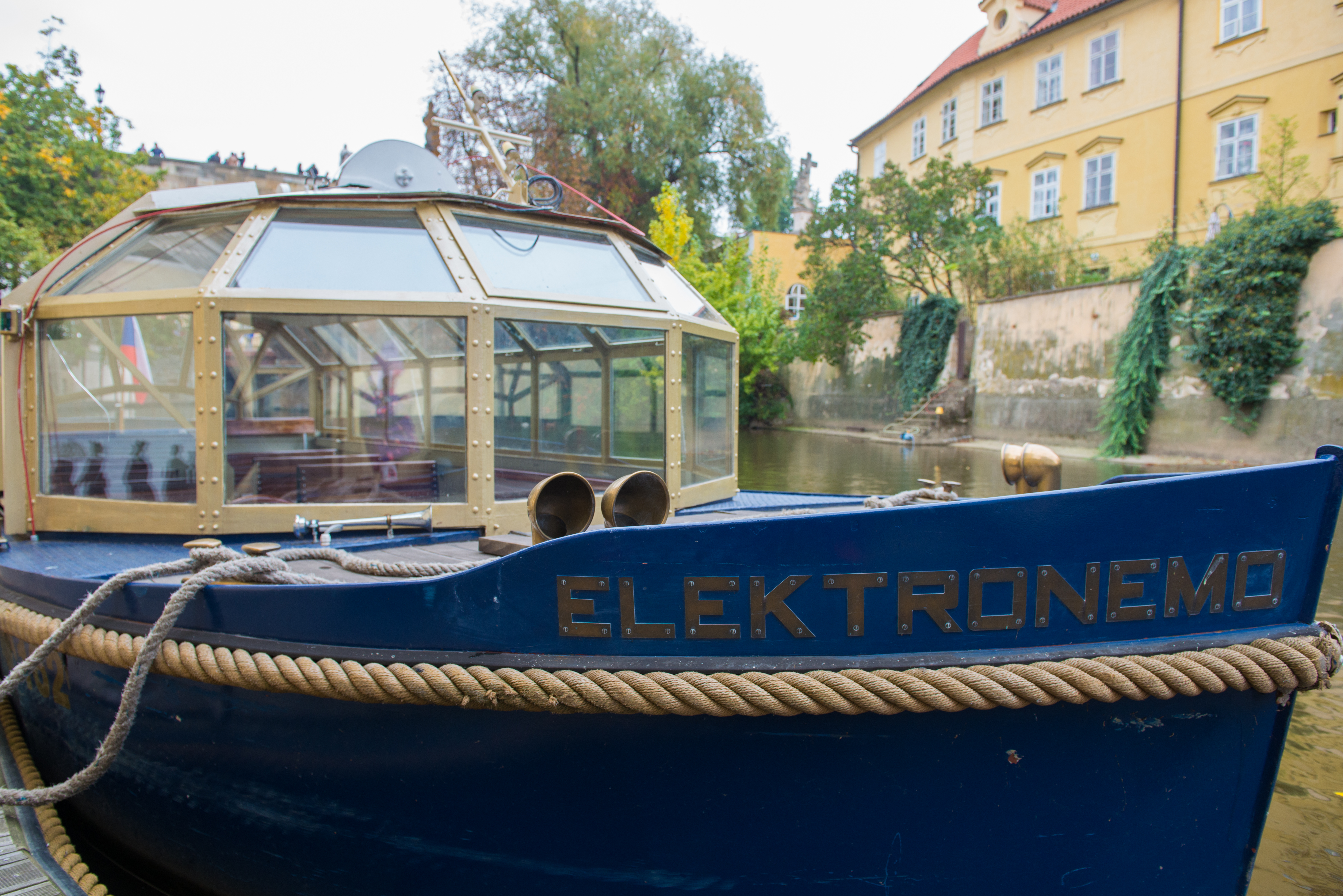
Solární loď Elektronemo v Čertovce na Vltavě

### Solární plavidla
- Elektronemo – loď, která pluje pouze na solární pohon získaný z vlastních solárních panelů. Na vodu byla spuštěna roku 2010 a od té doby pluje na vyhlídkových plavbách kolem Kampy a do Čertovky. Loď je poháněna dvěma elektromotory o maximálním celkovém výkonu 4,4 kW, které jsou napájeny trakčními bateriemi s kapacitou 1200 Ah. Baterie nabíjejí solární panely na střeše plavidla, která mají výkon 3 x 128 W. Kapacita lodi je 25 osob, délka 10,2 m a šířka 3,2 m.[19]

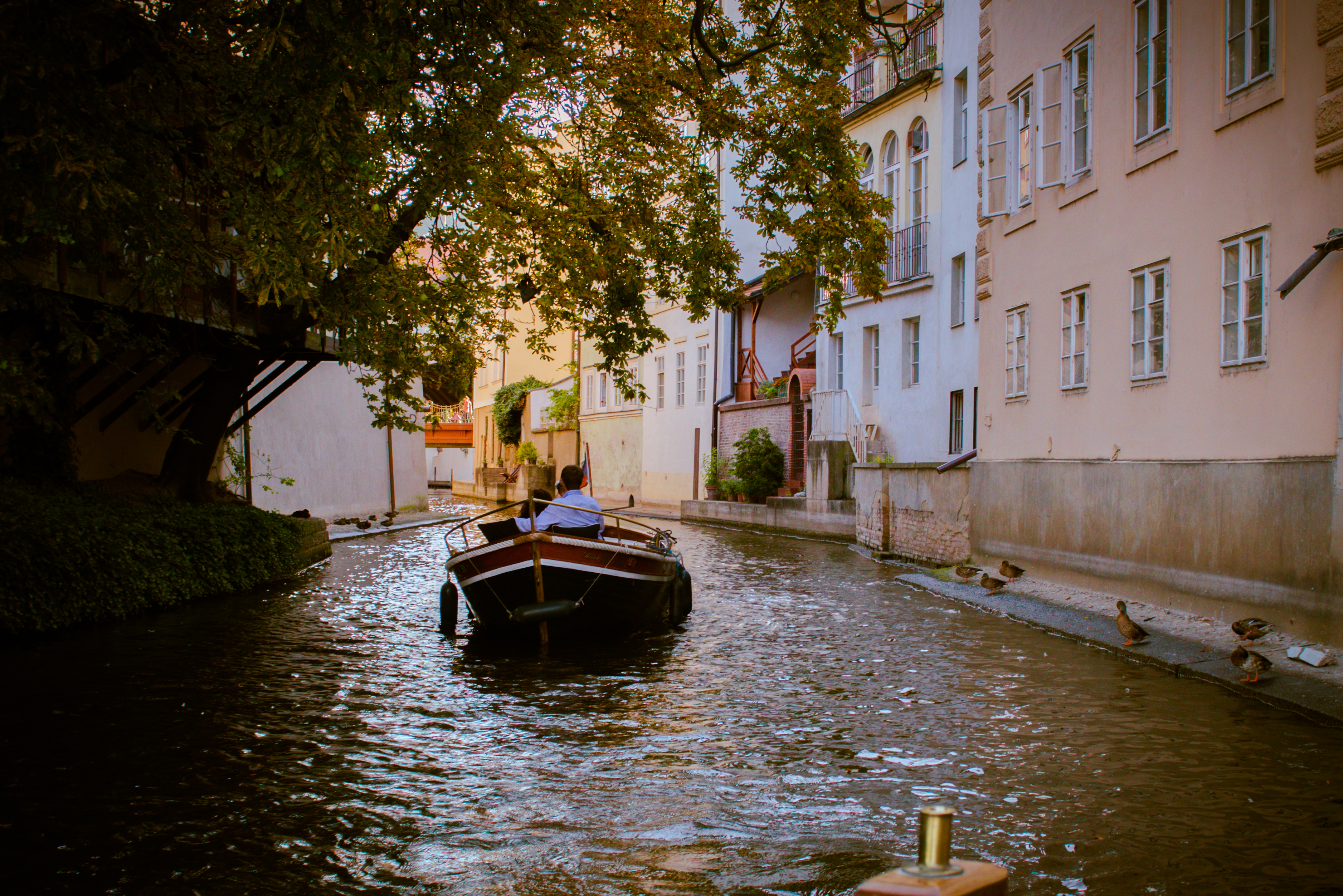
Malé loďky typu Sebrino

### Malé loďky typu Sebrino 630
- Šárka, Vlasta, Libuše a Bivoj – na vodu vypluly v dubnu a květnu 2009. Byly vyrobeny v italském městě Luczano, a to ručně z mahagonového dřeva. Mají šířku 2,15 metru, délku 6,36 metru, ponor 0,40 metru a kapacitu 12 osob. Přední část plavidla vyplňuje lůžko. Jsou poháněny hybridním elektromotorem splňujícím normu Euro 4, dieselový motor má výkon 11,8 kW a elektromotor 2,2 kW. Maximální rychlost při pohonu dieselovým motorem je 6,8 uzlů, při pohonu elektromotorem 6,2 uzlů.[20]